# Enceinte préhistorique du Château-Robert
L'enceinte préhistorique du Château-Robert est un site archéologique constitué de fortifications préhistoriques formant un éperon barré, situé sur la rive droite de l'Eure et dominant la commune d'Acquigny (Eure). Ces vestiges ont été classés au titre des monuments historiques le 8 juin 1945.

## Historique
La première description du site a été faite par Léon Coutil en 1911. Depuis, on considère que le site est sous étudié.

## Situation
Ce retranchement occupe l'extrémité d'un éperon formé par la vallée de l'Eure et le vallon de Gruchet. Il domine la vallée d'un peu moins de 100 mètres. En contrebas, sur un ressaut de la pente se trouve l'emplacement d'un manoir arasé, le manoir de Cambremont.
L'abbé Lebeurier propose un dessin de situation des lieux.
Le feuillet de la section B de la côte malaisée du cadastre dressé entre 1813 et 1859 mentionne explicitement la sente du château Robert au sein de la parcelle 189 .

## Description
Le plateau est isolé par un grand rempart de terre en arc de cercle mesurant environ 100 mètres de corde et muni d'une porte. Le talus s'élève de 15 mètres devant un fossé de 4 mètres à 6 mètres de profondeur, en partie comblé par les sédiments.
D'autres levées de terre ou amoncellements de pierres sèches constituent, à l'intérieur de la surface délimitée, d'autres enceintes plus petites. L'ensemble est aujourd'hui complètement boisé. Le terrain est une propriété privée.

## Typologie et datation
Ce type d'enceintes situées sur un lieu en hauteur se rencontre en divers endroits en Normandie. Dans l'Eure, on trouve un exemple similaire à Brionne (le camp du Vigneron). Cependant leur datation est assez difficile en l'absence de vestiges archéologiques suffisamment représentatifs. Ce type d'enceintes date généralement de l'Âge du bronze ou de l'Âge du fer.